# Колоси

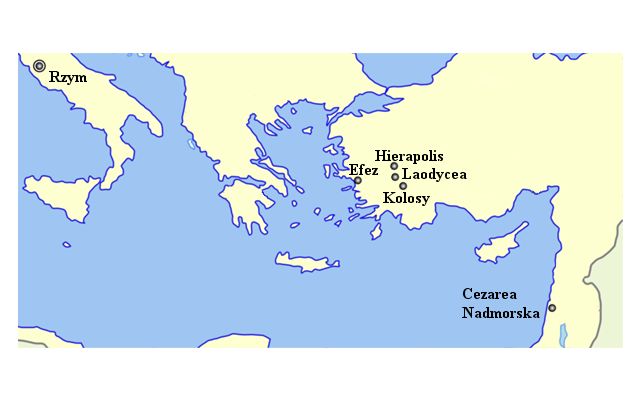
Положення Колосів

Колоси чи Колоса (лат. Colossae,Colosse; також відоме як Хони (лат. Chonae) або Кона (лат. Kona), грец. Κολοσσαί , Χωναί) — античне місто у Фригії на річці Лікус, що існувало між V століттям до н. е. і XII століттям н. е. Тепер руїни поблизу села Хоназ за 10 км на захід від Денізлі на території сучасної Туреччини.
Місто Колоси було розташоване в долині верхньої течії річки Лікус (лат. Licus), притоки Меандру, недалеко від міст Лаодикії та Ієраполіса. Воно лежало на торговому шляху, який вів від Ефеса і Мілета до Євфрату.